# Michael O’Brien (Schwimmer)
Michael „Mike“ O’Brien (* 23. Oktober 1965) ist ein ehemaliger US-amerikanischer Schwimmer.
Bei den Olympischen Spielen 1984 in Los Angeles wurde er in 15:05,20 Minuten Olympiasieger über die 1500 m Freistil. Bedingt durch den Olympiaboykott der Sowjetunion war der Titelverteidiger, der Russe Wladimir Salnikow, nicht am Start.
| Personendaten    | Personendaten               |
| ---------------- | --------------------------- |
| NAME             | O’Brien, Michael            |
| ALTERNATIVNAMEN  | O’Brien, Mike               |
| KURZBESCHREIBUNG | US-amerikanischer Schwimmer |
| GEBURTSDATUM     | 23. Oktober 1965            |